# Чернышов, Игорь Игоревич
Игорь Игоревич Чернышов (род. 30 ноября 2005, Пенза) — российский хоккеист, нападающий.

## Биография
Мать в детстве занималась художественной гимнастикой, отец боксом. Игорь Чернышов в детстве занимался гимнастикой и немного баскетболом. Начинал играть в хоккей в пензенском «Дизеле», в сезоне 2017/18 перешёл в СДЮШОР «Динамо» Москва. С сезона 2021/22 — игрок молодёжной команды «Динамо» в МХЛ.
17 ноября 2022 года в домашнем матче с «Адмиралом» (1:2) дебютировал в КХЛ в возрасте 16 лет и 11 месяцев, став самым молодым игроком «Динамо» в лиге. Забросив 3 января 2023 года в своём третьем матче шайбу в ворота ЦСКА (2:3 ОТ), стал автором самого «молодого» гола в истории «Динамо» в КХЛ в возрасте 17 лет и 34 дней.
Участник Матча звёзд КХЛ 2023.
На импорт-драфте CHL 2024 года был выбран в 1 раунде под № 56 клубом «Сагино Спирит». На драфте НХЛ 2024 года был выбран во 2-м раунде под общим 33-м номером клубом «Сан-Хосе Шаркс». 31 июля 2024 года расторг контракт с «Динамо».